# 至愛精選
《至愛精選》是香港歌手彭家麗的第二張精選專輯，在1995年5月推出，也是她和Sony Music合約期內最後一張唱片。專輯第一主打是《暖些》，但因宣傳不足而令市場反應冷淡。

## 曲目
| 曲序 | 曲名                                | 曲                                                     | 詞     | 編曲       | 附註                                                        |
| 01   | 暖些                                | 張兆鴻                                                 | 潘偉源 | 張兆鴻     | 第一主打                                                    |
| 02   | 我不是花瓶                          | 林志美                                                 | 潘偉源 | 張兆鴻     | 第二主打                                                    |
| 03   | 霓虹夜雨                            | 柿沼保潔                                               | 潘偉源 | 甘志偉     |                                                             |
| 04   | 昨天·今天·下雨天                    | 宇崎龍童                                               | 林振強 | 盧東尼     |                                                             |
| 05   | 原來只喜歡孤單一個                  | 游鴻明                                                 | 林夕   | 盧東尼     | 改編自裘海正的《你說你比較習慣一個人》                      |
| 06   | 行動派                              | 高見澤俊彥                                             | 陳少琪 | 甘志偉     |                                                             |
| 07   | 日女人                              | 安宅美春                                               | 周禮茂 | 甘志偉     |                                                             |
| 08   | No Promise                          | Pat Robinson                                           | 陳少琪 | 王利名     |                                                             |
| 09   | Goodbye                             | Carole Bayer Sager Narada Michael Walden Debbie Gibson | 潘偉源 | 甘志偉     |                                                             |
| 10   | 最愛一次                            | 林志美                                                 | 林志美 | 金培達     |                                                             |
| 11   | 分手前一小時 四分廿四秒Dub Mix      | 筒美京平                                               | 林夕   | 陳澤忠     |                                                             |
| 12   | 花啦花啦                            | 馮鏡輝                                                 | 潘偉源 | 甘志偉     | 無線電視動畫《俏皮幻法小花仙》主題曲                        |
| 13   | 從不喜歡孤單一個（蘇永康合唱）      | 許卿耀 林隆璇                                          | 林振強 | 盧東尼     | 改編自林隆璇與陳曉娟合唱的《是你決定我的傷心》              |
| 14   | 何故·何苦·何必                      | 林隆璇                                                 | 周禮茂 | Thomas Lee | 改編自張信哲的《難以抗拒你容顏》 同曲曲目：黎明《情難自控》 |
| 15   | 是不是這樣的夜晚…你才會這樣的想起我 | 蔡宗政                                                 | 潘偉源 | 鮑比達     | 改編自吳宗憲的《是不是這樣的夜晚…你才會這樣的想起我》       |

## 唱片版本
- CD版
- 錄音帶版